# 瓦勒里
瓦勒里（法語：Vallery，法語發音：[valʁi]）是法国勃艮第-弗朗什-孔泰大区约讷省的一个市镇，属于桑斯区。

## 地理
瓦勒里（48°14'27"N, 3°2'49"E）面积12.43 平方千米，位于法国勃艮第-弗朗什-孔泰大區约讷省，该省份为法国中北部省份，西接卢瓦雷省，西北接塞纳-马恩省，南至涅夫勒省，东临科多尔省，东北与奥布省接壤。
与瓦勒里接壤的市镇（或旧市镇、城区）包括：布莱讷、谢鲁瓦、多洛、利克西、维勒蒂耶里。

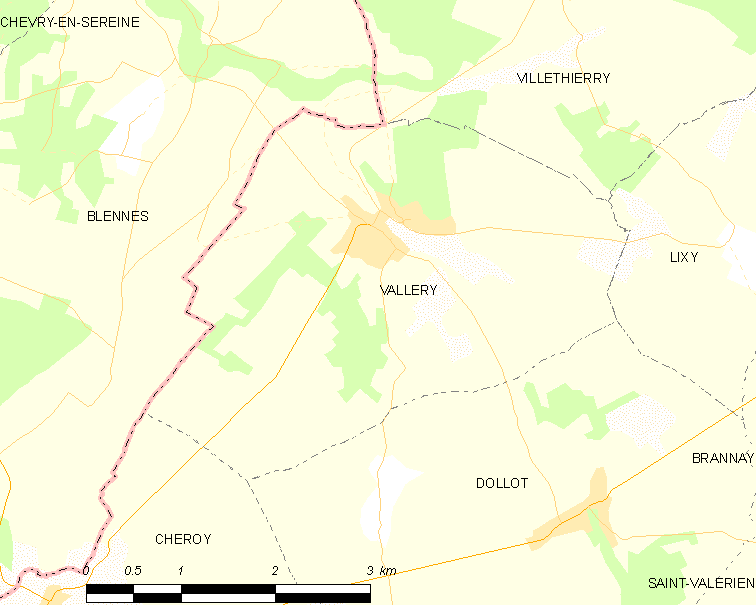
瓦勒里的OSM定位图

瓦勒里的时区为UTC+01:00、UTC+02:00（夏令时）。

## 行政
瓦勒里的邮政编码为89150，INSEE市镇编码为89428。

## 政治
瓦勒里所属的省级选区为勃艮第地区加蒂奈县。

## 人口

瓦勒里1962-2008年间人口变化图示

瓦勒里于2022年1月1日时的人口数量为579人。